# Colin Smith (Eishockeyspieler)
Colin Dean Smith (* 20. Juni 1993 in Edmonton, Alberta) ist ein deutsch-kanadischer Eishockeyspieler, der seit Juli 2025 bei der Düsseldorfer EG aus der DEL2 unter Vertrag steht und dort auf der Position des Centers spielt. Im bisherigen Verlauf seiner Karriere bestritt Smith unter anderem 347 Spiele in der American Hockey League (AHL) sowie 110 weitere Partien in der Deutschen Eishockey Liga (DEL). Darüber hinaus absolvierte Smith eine Begegnung für die Colorado Avalanche in der National Hockey League (NHL).

## Karriere

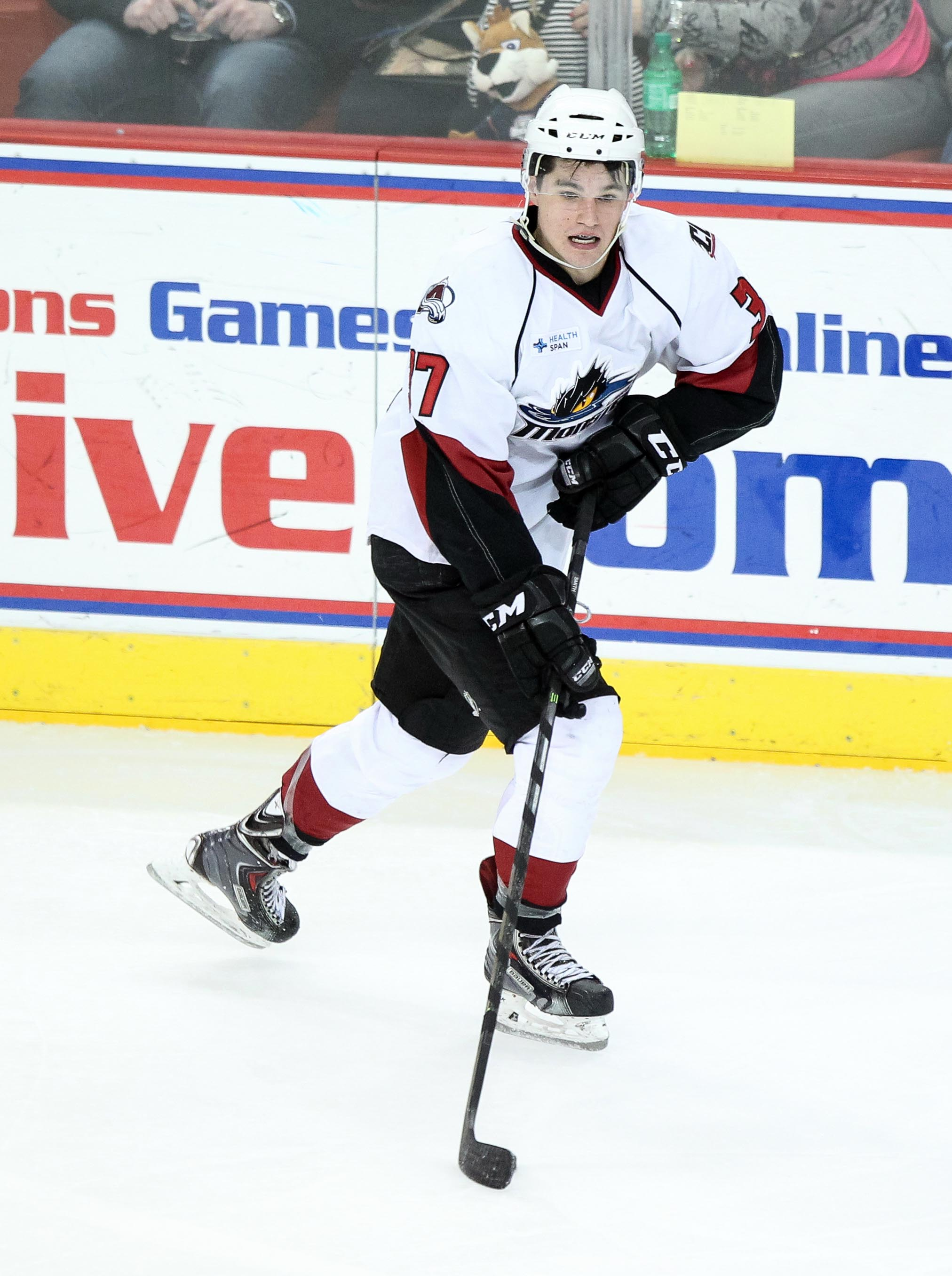
Smith im Trikot der Lake Erie Monsters (2014)

Colin Smith begann seine Karriere als Eishockeyspieler 2006 bei den CAC Canadians Bantam AAA in der Alberta Major Bantam Hockey League (AMBHL), einer Liga für Spieler unter 15 Jahren im Zuständigkeitsbereich von Hockey Canada und Hockey Alberta. Im Jahr 2008 lief er für die CAC Edmonton Canadians Mdgt AAA auf, die in der Alberta Midget Hockey League (AMHL) antraten. In der Spielzeit 2009/10 hatte Smith seinen ersten internationalen Einsatz bei der World U-17 Hockey Challenge 2010 für das Team Canada Pacific. In der folgenden Saison trat er bei der U18-Junioren-Weltmeisterschaft 2011 für Kanada an.
Im Juniorenbereich schaffte der Stürmer den Sprung in eine der drei höchsten kanadischen Juniorenliga, der Western Hockey League (WHL). Dort spielte er ab der Saison 2008/09 für die Kamloops Blazers, für die er fünf Spielzeiten lang aktiv war. In seiner letzten Spielzeit 2012/13 für das Team aus British Columbia erreichte er das Western-Conference-Finale der WHL und war dabei mit 106 Scorerpunkten erfolgreichster Spieler der Blazers, unter den zehn punktbesten Spieler der WHL in dieser Saison und wurde in das First All Star Team der Western Conference gewählt. Daraufhin erhielt er von der Organisation der Colorado Avalanche aus der National Hockey League (NHL) einen dreijährigen Einstiegsvertrag, der auch die Spielberechtigung für deren jeweiliges Farmteam in der American Hockey League (AHL) enthielt.
Smith spielte zwei Jahre in der AHL für die Lake Erie Monsters, dort als einziger Spieler, der in seiner ersten Profisaison in allen 76 Partien auflief. Im Spieljahr 2014/15 debütierte er in der NHL für die Colorado Avalanche. Anschließend wurde er gemeinsam mit einem Viertrunden-Wahlrecht im NHL Entry Draft 2016 zu den Toronto Maple Leafs transferiert, die im Gegenzug Shawn Matthias erhielten. Die Saison 2017/18 verbrachte er bei den Wilkes-Barre/Scranton Penguins und Stockton Heat. Insgesamt war er fünf Spielzeiten für fünf verschiedene Franchises in der AHL aktiv. Dabei erzielte er in jeder Spielzeit mehr als 30 Punkte, in der Saison 2015/16 war er mit 56 Punkten unter den Top-20-Spielern der Liga.
Im Juni 2018 stimmte Colin Smith einem Einjahresvertrag mit den Eisbären Berlin in der Deutschen Eishockey Liga (DEL) zu. Im Februar 2019 erhielt er die deutsche Staatsbürgerschaft. Für die folgende Spielzeit 2019/20 schloss er sich dem Ligakonkurrenten ERC Ingolstadt an. Nach 17 Spielen für den Verein aus Oberbayern, in denen er drei Tore erzielt hatte, wechselte er innerhalb der Liga zu den Kölner Haien. Für die Haie erzielte Smith in 33 Spielen ein Tor und wechselte zur folgenden Spielzeit zu den Krefeld Pinguinen. Noch vor dem verspäteten Saisonbeginn verließ Smith den Krefelder Klub wieder und wechselte im November 2020 zum Väsby IK in die schwedische HockeyAllsvenskan. Ab Sommer 2021 spielte er für den Södertälje SK in der Allsvenskan, ehe er im November desselben Jahres von den Black Wings Linz aus der ICE Hockey League verpflichtet wurde und später für den EHC Olten in der zweitklassigen Swiss League auflief. Obwohl Smith im August 2022 in die DEL zu den Iserlohn Roosters zurückkehrte, wurde der Vertrag wenig später aufgelöst und der 29-Jährige gab aus persönlichen Gründen sein vorzeitiges Karriereende bekannt.
Ein Jahr später kehrte der Deutsch-Kanadier Ende Mai 2023 ins Profigeschäft zurück, als er für die Saison 2023/24 einen Vertrag bei den Eispiraten Crimmitschau aus der DEL2 unterzeichnete. Schlussendlich absolvierte Smith zwei Spielzeiten für die Eispiraten und erzielte jeweils über 40 Scorerpunkte. Im Juli 2025 wechselte der Stürmer innerhalb der DEL2 zum Absteiger Düsseldorfer EG.

## Erfolge und Auszeichnungen
- 2011 Daryl K. (Doc) Seaman Trophy
- 2013 WHL West First All-Star Team

## Karrierestatistik
Stand: Ende der Saison 2024/25

### International
Vertrat Kanada bei:
- World U-17 Hockey Challenge 2010
- U18-Junioren-Weltmeisterschaft 2011

(Legende zur Spielerstatistik: Sp oder GP = absolvierte Spiele; T oder G = erzielte Tore; V oder A = erzielte Assists; Pkt oder Pts = erzielte Scorerpunkte; SM oder PIM = erhaltene Strafminuten; +/− = Plus/Minus-Bilanz; PP = erzielte Überzahltore; SH = erzielte Unterzahltore; GW = erzielte Siegtore; 1 Play-downs/Relegation; Kursiv: Statistik nicht vollständig)